# اچ‌ام‌اس بنتینک (کی۳۱۴)
اچ‌ام‌اس بنتینک (کی۳۱۴) (به انگلیسی: HMS Bentinck (K314)) یک کشتی بود که طول آن ۳۰۶ فوت (۹۳ متر) بود. این کشتی در سال ۱۹۴۳ ساخته شد.